# Ionești (gmina w okręgu Gorj)
Ionești – gmina w Rumunii, w okręgu Gorj. Obejmuje miejscowości Gura Șușiței, Iliești, Ionești i Picu. W 2011 roku liczyła 2252 mieszkańców.